# Força de marea

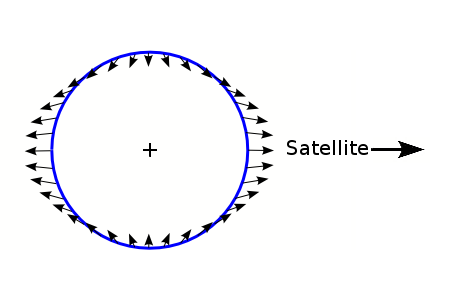
Acció de la gravetat en el sistema Terra-Lluna. La direcció cap enfora de les fletxes a l'esquerra i la dreta indiquen que quan la Lluna es troba al nadir la seva força pertorbadora s'oposa i afebleix l'atracció neta de la Terra. En la direcció cap a l'interior de les fletxes a dalt i a sota, indica que quan la Lluna es troba a 90° del nadir, l'efecte de la seva força pertorbadora reforça i intensifica l'atracció neta del planeta Terra

La força de marea és un efecte secundari de la força de la gravetat, que és responsable de l'existència de les marees. És el resultat de la diferència de potencial gravitacional que existeix al llarg del diàmetre d'un cos. Quan un cos de grandària prou elevada és alterat per la força gravitatòria d'un cos més xicotet, la diferència en la magnitud de la força de gravetat entre l'extrem pròxim i el llunyà pot ser gran. Aquest fet altera la forma del cos gran sense canviar el seu volum. Suposant que, inicialment, la forma era una esfera, la força de marea tendirà a convertir-la en un el·lipsoide.